# Брюки клёш

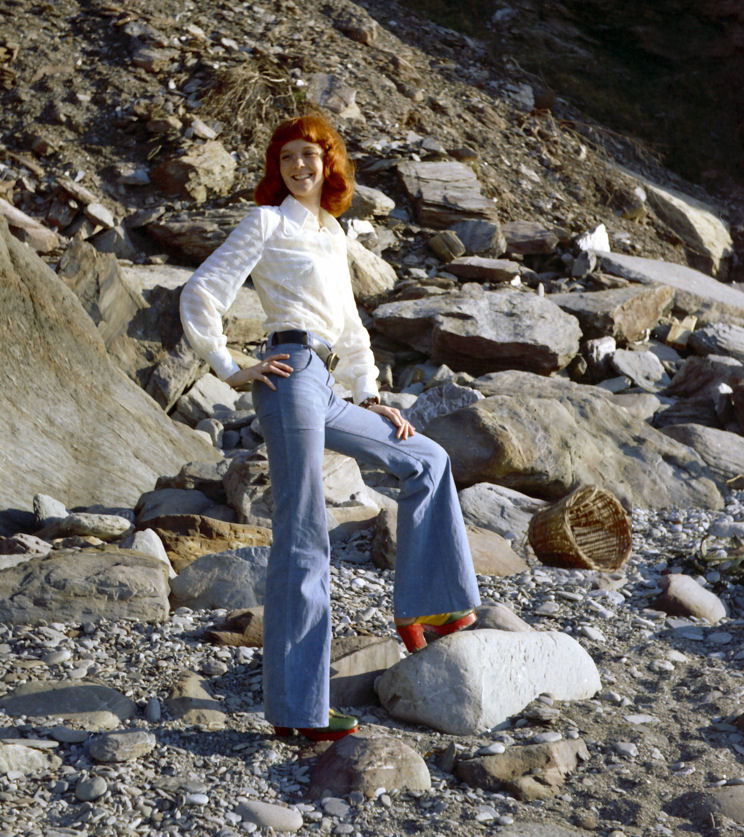
Фото 1970-х годов

Брю́ки клёш (расклёшенные штаны от колена) — длинные, расширяющиеся к низу от колена штаны. Были в моде в СССР с середины 1960-х годов. В 1970-х вошли в моду «брюки-колокола», расширяющиеся от бедра.

## История
Брюки клёш появились на флоте. Ещё во времена парусного флота моряки носили брюки особого покроя. Брюки расширялись книзу, начиная от бедра. Такая форма называлась «cloche», что с французского обозначало колокол, труба, а по-русски так и звучало — клёш. У морских брюк раньше была застёжка — лацбант. Спереди брюк имелся откидной клапан, и вместе с широкими штанинами такая модель брюк давала возможность моряку, упавшему в воду, быстро освободиться от одежды и всплыть.
Когда две боковые застёжки расстёгивались, то стоило поболтать ногами в воде, как за счёт широких клёшей брюки сами соскальзывали, не задевая ботинок. Раньше и ботинки были снабжены не шнурками, а резиновыми вставками. Выходя на берег, моряки частенько вшивали в концы брючин кусочки свинца, колыхаясь на ветрy, те создавали образ «штормовой клёш». Но таких «модников» начальство наказывало за порчу формы.
Со временем необходимость в клёше отпала. В русском дореволюционном флоте матросские и офицерские брюки из чёрной шерсти или сукна были прямого покроя, умеренной ширины, без малейшего намёка на клёш. С 1909 по 1910 год в силу моды, возникшей в гражданской мужской одежде, морские офицеры, главным образом молодёжь, стали носить брюки клёш. Их примеру последовали, правда, лишь вне училищ, и воспитанники морского корпуса. Матросам перешивать казённые брюки и носить брюки клёш категорически запрещалось. Тем с большей силой с первых месяцев Февральской революции началась массовая перешивка матросских брюк на фасон с раструбом внизу, приобретавшим иногда нелепые, карикатурные размеры.
В конце 1960-х годов клёш вошёл в молодёжную моду, в 1970-е годы вошёл в моду снова в качестве элемента стиля диско.